# Kyoko Mizuki
Kyoko Mizuki (水木 杏子, Mizuki Kyoko) é um dos pseudónimos de Keiko Nagita (名木田 恵子, Nagita Keiko, nascida em 28 de Novembro de 1949 em Tóquio).
É uma escritora japonesa mais conhecida como sendo a autora do manga e série anime Candy Candy.
Kyoko Mizuki venceu o Prêmio de Mangá Kōdansha pelo melhor manga shōjo por Candy Candy em 1977 em conjunto com  Yumiko Igarashi.
Keiko Nagita venceu o Prémio da Associação de Escritores Juvenis do Japão por Rainette, Kin Iro no Ringo (Rainette - As Maçãs Douradas) em 2007.
O seu conto Akai Mi Haziketa está publicado no livro de estudo do 6º ano da Escola Primária japonesa (Mitsumura Tosho Publishing Co.,Ltd.).
A sua série de livros ilustrados Shampoo Ōji (ilustrações de Makoto Kubota) foi adaptado para série anime de televisão em Outubro de 2007.

## Biografia
O seu pai faleceu quando tinha 12 anos.
Foi então que criou a "família Andrews imaginária" para aliviar a solidão e escreveu as suas histórias num caderno.
Mizuki disse: "Sinto que a família Andrews tomou carinhosamente conta de mim. Eles são a origem da minha escrita".
Mizuki passou alguns anos com actriz da Companhia de Teatro Shiki na adolescência, algumas das suas obras traduzem esta experiência.
No 11º ano, ganhou um prémio num concurso de contos na revista para raparigas Jogakusei no Tomo (Shogakukan Inc.).
Após vender o seu conto Yomigaeri, Soshite Natsu wa à revista quando tinha 19 anos, decidiu tornar-se escritora a tempo inteiro.
Naqueles tempos contribuía com frequência com poemas para a revista  Koukou Bungei, o poeta  famoso Katsumi Sugawara apreciou o seu talento e ela juntou-se ao seu clube de poesia.
Quando tinha 20 anos, publicou em edição privada uma colecção de poemas Kaeru.
5 anos depois, a sua obra poética Omoide wa Utawanai foi publicada pela Sanrio Company, Ltd..
Escreveu contos e histórias românticas para revistas de jovens raparigas e a Kodansha contratou-a para escrever histórias para a sua revista de mangá shōjo Shōjo Friend.
Nos anos 70 escreveu muitas histórias para manga como Ayako Kazu, Akane Kouda, Kyoko Mizuki e Keiko Nagita.
Em 1975 escreveu a história da rapariga sardenta Candy Candy para a revista mensal Nakayoshi. Mizuki disse: "Perdi a minha mãe quando tinha 21, estava então sozinha no mundo. Escrever a história sarou a minha dor". O mangá foi adaptada para uma série anime de televisão em 1976 pela Toei Animation. Candy Candy a tornou numa das escritoras de mangá de maior sucesso.
O último episódio de Candy Candy foi escrito em Domaine De Beauvois, um chateau-hotel em França. Mizuki disse: "Queria me despedir da Candice num lugar belo. Se possível, gostaria de ter ido para o Reino Unido. Quando entrei na sala, lágrimas vieram-me aos olhos, pois havia um quadro de caça à raposa pendurado na parede. A caça à raposa ceifou a vida ao Anthony. Quando me lembro da Candice, os dias de Outono no belo hotel vêm-me à memória. O hotel era como a mansão da família Ardray.".
Desde 1980, que escreve principalmente contos juvenis e histórias românticas para jovens raparigas como Keiko Nagita. A sua série Fūko to Yūrei é particularmente popular. A música para a série Fūko to Yūrei foi composta por Toru Okada (岡田 徹, Okada Toru, nascido a 23 de Abril de 1949, em Tóquio) que é membro do famoso grupo de rock japonês Moonriders, o álbum chamado Siriau Maekara Zutto Suki 知りあう前からずっと好き foi editado em 1995.
Em 1990, Mizuki apanhou um choque com a descoberta que a ilustradora de manga Yumiko Igarashi tinha beneficiado ilegalmente com o comércio de Candy Candy. Igarashi tinha vendido artigos variados, baseados nas suas ilustrações, sem o consentimento de Mizuki. E Igarashi vendeu aos seus fãs fotocópias de péssima qualidade de Candy como se fossem "impressões de arte de excelente qualidade" por 140.000 ienes.
Quando Mizuki se apercebeu do seu grau de desonestidade, Mizuki tomou medidas legais contra Igarashi e os seus cúmplices. Então Igarashi deu um falso testemunho para escapar ao castigo. Disse: "Desenho a Candy Candy baseada na história que escrevi sozinha, a história de Mizuki não é a original". Mas a Kodansha apresentou testemunhos que garantiram que a mangá de Candy Candy foi baseada na novela não publicada de Mizuki.
A 25 de Outubro de 2001, o Supremo Tribunal do Japão confirmou as decisões tomadas por dois tribunais menores, afirmando que a ilustradora de mangá não podia vender artigos baseados na série sem o consentimento da autora.
Igarashi transgrediu o copyright de Mizuki e a marca registada da TOEI e espalhou publicações difamatórias contra Mizuki. A TOEI declarou a Mizuki que provavelmente não poderiam produzir os DVDs do anime por causa do "escândalo da Candy Candy". Então Mizuki tomou a decisão de não permitir a reedição da mangá até que a Candy seja purificada.
A Kodansha respondeu a {{Kenji Ando|安藤 健二|Ando Kenji|nascido em 1976 em Saitama}}, um energético argumentista japonês de documentário: "Igarashi aldrabou Mizuki. A não ser que admita o seu pecado e peça desculpa a Mizuki, o assunto Candy não quebrará o impasse." Após isso o Museu Igarashi Yumiko em Kurashiki Okayama, gerido pelo cúmplice de Igarashi Seiko Mitsushiro, exibiu ilustrações de Candy Candy sem a permissão de Mizuki. {{Kunio Nagatani|長谷邦夫|Nagatani Kunio|nascido em 1937, em Tóquio}}, simpatizante de Igarashi, difamou Mizuki e a Kodansha. Em 2009, Mizuki anunciou no seu site oficial que Seiko Mitsushiro e Kunio Nagatani ameaçaram levar a jovem filha de Mizuki a tribunal se Mizuki não obedecesse. Nagatani já expressou as suas desculpas a Mizuki e à sua filha, mas Mitsushiro continua a difamar Mizuki.
Em 2007, Igarashi tentou comercializar uma nova personagem "Lady Lady" em artigos diversos na Formosa. As "novas personagens" são muito parecidas com Candy, Anthony e Terrus. Por causa destas perturbações a resolução dos problemas tornou-se ainda mais difícil.
Em 2008, um fã japonês publicou a petição Rebirth of "Candy Candy", cujo objectivo é trazer a manga/anime Candy Candy de volta aos fãs na GoPetition.com.
Em 2001, regressou à edição com a última parte de Fūko to Yūrei.
Venceu o Prémio da Associação de Escritores Juvenis do Japão em 2007 por Rainette, Kin Iro no Ringo, uma história romântica entre uma rapariga japonesa e um rapaz da Bielorrússia que tinha sido exposto à radiação da Central Nuclear de Chernobyl.
Em maio de 2008, escreveu um argumento para um mangá shōjo após uma pausa de 18 anos. A mangá Loreley foi desenhada por Kaya Tachibana.
Mizuki é casada e tem uma filha, a família passa férias na sua casa de campo na Ilha do Príncipe Eduardo todos os verões. Terry Kamikawa, uma estudiosa de Ana dos Cabelos Ruivos e gerente do Blue Winds Tea Room na I.P.E., é a sua melhor amiga.
Mizuki tem uma colecção de objectos em forma de coração, parte da colecção está exposta no site oficial de Aoitori Bunko.

### Manga
- Sanremo ni Kanpai サンレモにかんぱい (como Keiko Nagita, desenhos por Waki Yamato) 1970
- Brandenburg no Asa ブランデンブルグの朝 (como Keiko Nagita, desenhos por Waki Yamato) 1970
- Le Grand Anne Gou wa Yuku ル・グラン・アンヌ号はゆく (como Keiko Nagita, desenhos por Waki Yamato) 1970
- Greenhill Monogatari グリーンヒル物語 (como Keiko Nagita, desenhos por Yasuko Aoike) 1970-1971
- Lorient no Aoi Sora ロリアンの青い空 (como Keiko Nagita, desenhos por Yoko Shima) 1974-1975
- Candy Candy キャンディ・キャンディ (como Kyoko Mizuki, desenhos por Yumiko Igarashi) 1975-1979
- Etruria no Ken エトルリアの剣 (como Keiko Nagita, desenhos por Kyoko Fumizuki) 1975
- Miriam Blue no Mizuumi ミリアムブルーの湖 (como Keiko Nagita, desenhos por Yasuko Aoike) 1975
- Hoshi e no Kaidan 星への階段 (como Akane Kouda, desenhos por Akemi Matsuzaki) 1975
- Byakuya no Nightingale 白夜のナイチンゲール (como Keiko Nagita, desenhos por Yoko Shima) 1976-1977
- Bara no Ki 薔薇の樹 (como Kyoko Mizuki, desenhos por Chikako Kikukawa) 1978
- Premier Muguet プルミエ・ミュゲ (como Kyoko Mizuki, desenhos por Yoko Hanabusa) 1979-1981
- Kirara Boshi no Daiyogen きらら星の大予言 (como Kyoko Mizuki, desenhos por Yū Asagiri) 1980-1981
- Sunday's Child サンデイズチャイルド (como Kyoko Mizuki, desenhos por Tsubasa Nunoura) 1980-1981
- Tim Tim Circus ティム・ティム・サーカス (como Kyoko Mizuki, desenhos por Yumiko Igarashi) 1981-1982
- Loreley ローレライ (como Kyoko Mizuki, desenhos por Kaya Tachibana) 2008

### Novelas
Como Keiko Nagita
- Candy Candy キャンディ・キャンディ 1978
- Umi ni Otiru Yuki 海におちる雪 1980
- Night Game ナイトゲ－ム 1985
- Moonlight Express ム－ンライト・エクスプレス 1986
- Fūko to Yūrei series ふ－ことユ－レイ (ilustrado por Yumi Kayama) 1988-2002
- Umizikan no Marin 海時間のマリン 1992
- Akai Mi Haziketa 赤い実はじけた 1999
- Hoshi no Kakera 星のかけら 2000-2001
- Tenshi no Hashigo 天使のはしご 2002-2003
- Koppu no Naka no Yuuzora コップのなかの夕空 2004-2005
- air 2003
- Rainette, Kin Iro no Ringo レネット金色の林檎 2006
- Ballerina Jikenbo series バレリーナ事件簿 2006-2008
- Birthday Club series バースディクラブ (ilustrado por Yu Azuki) 2006-2009
- Tram, Hikari wo Makichirashi Nagara トラム、光をまき散らしながら 2009

### Poesia
Como Keiko Nagita
- Kaeru 還る 1969
- Omoide wa Utawanai 思い出は歌わない 1974
- Otanjoubi ni お誕生日に (ilustrado por Yoko Sano) 1975
- Fifty フィフティ 2004

### Ensaio
Como Keiko Nagita
- Mouitido Utatte もういちど歌って 1978
- Nagita Keiko Hitoritabi 名木田恵子ひとり旅 1980
- Anne no Shima, Kazedayori アンの島・風だより 1993 colaboração com Terry Kamikawa
- Islander Monogatari, Anne no Sima no Hitobito アイランダ－物語アンの島の人々 1997

### Livros ilustrados
Como Keiko Nagita
- Kodansha Ohimesama Ehon 4 Ningyohime 講談社おひめさま絵本4 にんぎょひめ (ilustrado por Makoto Takahashi) 1971
- Nemutai Kirin ねむたいキリン (ilustrado por Keiji Nakamura) 1979
- Monmonku wa Yasasii モンモンクはやさしい (ilustrado por Makoto Obo) 1979
- Shampoo Ōji no Bouken シャンプー王子のぼうけん (ilustrado por Makoto Kubota) 2004
- Shampoo Ōji to Kitanai Kotoba シャンプー王子ときたないことば (ilustrado por Makoto Kubota) 2005
- Shampoo Ōji to Daiakutou シャンプー王子と大あくとう (ilustrado por Makoto Kubota) 2006

### Letras
Como Keiko Nagita
- Candy Candy キャンディ・キャンディ (composição: Takeo Watanabe, intérprete: Mitsuko Horie)
- Ashita ga Suki あしたがすき (composição: Takeo Watanabe, intérprete: Mitsuko Horie)
- Futari kiri no Lullaby ふたりきりのララバイ (composição: Juichi Sase, intérprete: Ruo Megimi)
- Tazunebito futagoza 尋ね人ふたご座 (composição: Juichi Sase, intérprete: Ruo Megimi)
- Ame no Suizokukan 雨の水族館 (composição: Satsuya Iwasawa, intérprete: Ruo Megimi)
- Shabondama Love しゃぼんだまラブ (composição: Masami Koizumi, intérprete: Ruo Megimi)
- Shiriau Maekara Zutto Suki 知りあう前からずっと好き (composição: Toru Okada, intérprete: Yoko Ishida)
- Shizuku wa Anata no Sign しずくはあなたのサイン (composição: Toru Okada, intérprete: Mitsuko Horie)
- Uwasa Shitteruwa 噂知ってるわ (composição e intérprete: Miyuki Yokoyama)
- Shampoo Ōji no Bouken シャンプー王子の冒険 (composição: Hironobu Kageyama, intérprete: Ikuko)
- Shampoo Ōji no Komoriuta シャンプー王子の子守唄 (composição: Hironobu Kageyama, intérprete: Mayu Miyauchi)